# Nessun guadagno niente amore
Nessun guadagno niente amore (손해 보기 싫어서?, Sonhae bogi sirh-eoseoLR; lett. "Non voglio soffrire perdite") è una serie televisiva sudcoreana con protagonisti Shin Min-a, Kim Young-dae, Lee Sang-yi e Han Ji-hyun, trasmessa su tvN dal 26 agosto 2024. È anche disponibile per lo streaming su TVING in Corea del Sud e su Amazon Prime Video in alcune regioni selezionate.

## Trama
Son Hae-young è una persona che non tollera l'idea di perdere denaro in alcun modo. Temendo di essere superata in una corsa per una promozione, decide di organizzare un matrimonio fittizio e sceglie Kim Ji-wook come suo fidanzato per l'occasione. Ji-wook è visto come l'angelo del quartiere: un cittadino esemplare e un impeccabile commesso part-time del minimarket locale, sempre gentile con i clienti, tranne che con Hae-young. Tuttavia, quando lei gli propone di diventare il suo finto sposo, lui, per qualche motivo, accetta la sfida.

## Episodi
| Episodio | Data               |
| -------- | ------------------ |
| 1        | 26 agosto 2024     |
| 2        | 27 agosto 2024     |
| 3        | 2 settembre 2024   |
| 4        | 3 settembre 2024   |
| 5        | 9 settembre 2024   |
| 6        | 10 settembre 2024  |
| 7        | 16, settembre 2024 |
| 8        | 17 settembre 2024  |
| 9        | 23 settembre 2024  |
| 10       | 24 settembre 2024  |
| 11       | 30 settembre 2024  |
| 12       | 1 ottobre 2024     |

## Personaggi ed interpreti

### Personaggi principali
- Son Hae-yeong, interpretata da Shin Min-a, doppiata da Marta Gallone.[1][2]
Una esperta di calcolo di profitti e perdite, che odia i deficit nella vita e nell'amore. Calcola sempre il punto di pareggio nelle relazioni e pianifica un matrimonio falso quando rischia di perdere una promozione al lavoro.
- Kim Ji-wook, interpretato da Kim Young-dae, doppiato da Andrea Parello.[1][3]
Un commesso notturno di un discount.
- Bok Gyu-hyeon, interpretato da Lee Sang-yi, doppiato da Antonio D'alessandro.[1][4]
- Nam Ja-yeon / Yeon Bo-ra, interpretata da Han Ji-hyun, doppiata da Elisa Angeli.[1][2]
Una famosa scrittrice di romanzi web che scrive solo sull'amore. Durante la stagione pubblica il suo libro titolato Amore piccante.

### Personaggi secondari
- Kwon Yi-rin, interpretata da Jeon Hye-won, doppiata da Laura Baldassarre.[1][5]
Una dipendente delle risorse umane che lavora nella stessa azienda educativa di Hae-young.
- Yeo Ha-jun, interpretato da Lee You-jin.[6]
Segretario di Gyu-hyeon.
- Cha Hui-seung, interpretata da Joo Min-kyung[7]
Amica di Hae-young.
- Ahn Woo-jae, interpretato da Go Wook[8]
Ex-fidanzato di Hae-young.
- Lee Eun-ok, interpretata da Yoon Bok-in[9]
Madre di Hae-young.

## Produzione
La serie è stata scritta da Kim Hye-young, diretta da Kim Jung-sik, pianificata da CJ ENM Studios e prodotta da Bon Factory.
Il 3 ottobre 2024 viene pubblicato lo spin-off Amore piccante.